# ایونین بریج (مریلند)
ایونین بریج (به انگلیسی: Union Bridge) شهری در ایالت مریلند کشور ایالات متحده آمریکا است که جمعیت آن در سرشماری سال ۲۰۱۰ میلادی، ۹۷۵ نفر بوده‌است.